# Clube Atlético Pernambucano
Il Clube Atlético Pernambucano, noto anche semplicemente come Atlético Pernambucano, è una società calcistica brasiliana con sede nella città di Carpina, nello stato del Pernambuco.

## Storia
Il club è stato fondato nel 2006 come Clube Atlético de Vicência nella città di Vicência. Nei suoi primi due anni di esistenza, il club raggiunse due volte il settimo posto nella seconda divisione del Campionato Pernambucano. Nel 2008, il club si è trasferito a Carpina e ha cambiato il suo nome in Atlético Pernambucano. Nello stesso anno il club raggiunse la finale della Copa Pernambuco, dove perse in finale con il Santa Cruz. Nel 2014, il club è stato promosso come vice-campione nella massima divisione statale. Nel 2017, ha partecipato per la prima volta al Campeonato Brasileiro Série D, dove è stato eliminato alla prima fase.